# Android KitKat
Android 4.4 KitKat — версія мобільної операційної системи Android, розроблена публічною транснаціональною корпорацією Google. Офіційно представлена 31 жовтня 2013 року.
Станом на вересень 2019 року, статистика, опублікована Google, показує, що 3,36 % всіх пристроїв Android працюють на версії 4.4 KitKat. Кількість пристроїв на версії ОС Android 4.4 — спадає.
Починаючи з серпня 2023 року Google  не підтримує Google Play сервіси на Android 4.4 KitKat.

## Історія назви
Представлена публіці 3 вересня 2013 року і випущена у виді бета-версії для деяких моделей Google Nexus під назвою Android K. Спочатку реліз називався «Key Lime Pie» (лаймовий пиріг), але директор глобальної співпраці Android Джон Лагерлінг і його команда відкинули це кодове ім'я, вирішивши, що «лише деякі знають смак лаймового пирога». Розробники прагнули до «кумедного й несподіваного» найменування, тоді і з'явився варіант «КітКат». Лагерлінг зв'язався з представництвом Nestlé, власникам бренда за межами США (всередині країни марка належала компанії The Hershey Company), і швидко домовився про співпрацю між двома компаніями, яка вступила в дію в лютому 2013 року на черговому Всесвітньому Мобільному Конгресі. Партнерство не було розголошеним, і тому до вересня 2013 року багато людей думали, що версія 4.4 буде випущена під назвою «Key Lime Pie».

## Розробка
Основним завданням Android 4.4, як і Android 4.1-4.3, була оптимізація для підвищення продуктивності без шкоди функціональності. Ініціатива отримала кодову назву «Проєкт Стрункість». Її головний керівник, Дейв Бьорк, жартував, що був план втрати ваги після Android Jelly Bean — тодішній «Project Butter» («Проєкт Масло») «додав ваги» у ОС. Для імітації низьких характеристик пристроїв, Android-розробники використовували смартфони Nexus 4 з послабленими процесорами, в яких активно працювало тільки одне ядро, 512 МБ оперативної пам'яті, а у та пониженою роздільною здатністю дисплея 960 × 540.
Інструмент розвитку, відомий як proctools, розроблений для аналізу використання оперативної пам'яті програм  особливо тих, у котрих працюють фонові служби. Ці дані було використано для оптимізації і зупинки застосунків та сервісів Google, які виявляються неефективними, тим самим допомагаючи знизити споживання ОЗП. Крім цього, Android K був розроблений, щоб бути більш агресивним в управлінні пам'яттю: допомога захисту від додатків, що витрачають забагато пам'яті.

## Історія оновлень
- Google Now, активний голосовий помічник.
- Відображення обкладинок і кнопок навігації плеєром на екрані блокування при відтворенні музики або показі фільмів через Chromecast.
- Кнопки навігації і панель сповіщень автоматично ховаються.
- Більш швидке перемикання задач  і оптимізоване розподілення пам'яті.
- Пріоритетність в телефонній книзі.
- Розумний визначник номера і телефонуючої організації.
- Центр спілкування у додатку Hangouts.
- Японські смайлики у стандартній клавіатурі.
- Підтримка хмарних принтерів.
- Швидке збереження файлів у хмару.
- Підтримка Message Access Profile у автомобілях з Bluetooth.
- Підтримка Chromecast.
- Запуск вебзастосунків через Chrome.
- Відображення субтитрів до фільмів у стандартному відеоплеєрі.
- Вбудований сервіс «Віддалене керування Android».
- Оновлений дизайн завантажувача файлів: списком або мініатюрами.
- Перемикання лончерів через налаштування смартфона.
- Оновлення пошти.
- Підтримка додатків через інфрачервоний порт.
- Доступ до налаштувань місцезнаходження через піктограму у пункті керування.
- Налаштування способу визначення місцезнаходження: точне або з меншим енергоспоживанням батареї.
- Запуск додатків в пісочниці.
- Підтримка крокомірів.
- Здійснення платежів через Google Wallet і зберігання статистики.
- Бета-версія Android Runtime (ART)
- Імерсійний режим.

## Завершення підтримки
4 серпня 2023 року корпорація Google залишила версію ОС Android 4.4 KitKat без підтримки фірмових сервісів. Відповідно, на усіх пристроях, які досі працюють на цій версії системи припинили роботу сервіси Google, а саме карти, відстеження місця розташування, картографування, обробка платежів, інтернет-реклама та єдиний вхід через Google-акаунт, який необхідний для роботи багатьох сторонніх додатків для Android. Від Android 4.4 KitKat також відмовилися останні розробники програмного забезпечення для смартфонів.